# USA...you know?
USA...you know? è un album dei La Torre dell'Alchimista pubblicato nel 2005.

## Tracce
1. Intro, L'Apprendista - 8:46
2. Intermezzo - 1:32
3. I Figli Della Mezzanotte - 5:01
4. Il Volo - 5:34
5. La Torre Dell'Alchimista - 7:09
6. Risveglio, Procreazione E Dubbio [parte 1] - 8:22
7. Delirio In C Minore - 5:33
8. La Persistenza Della Memoria - 2:36
9. Concetto Virtuale Di Viaggio Nel 2500 d.C. - 4:43
10. Eclisse - 6:34